# Премія миру німецьких книгарів
Премія миру німецьких книгарів (нім. Friedenspreis des Deutschen Buchhandels) — міжнародна премія миру, яку присуджують щорічно з нагоди проведення Франкфуртського книжкового ярмарку.
Церемонія вручення проходить у франкфуртській Церкві Святого Павла. За статутом, премію присуджують особистості, яка «своєю діяльністю у галузях літератури, науки і мистецтва зробила видатний внесок в утвердження ідеї миру».
Премія миру присуджується Спілкою німецьких книгарів (нім. Börsenverein des Deutschen Buchhandels). Сума премії становить 25 000 євро.
Премія була заснована 1949 року за ініціативи деяких письменників та видавців у Гамбурзі й спершу називалася «Премія миру німецьких видавців» (нім. Friedenspreis deutscher Verleger). 1951 року премія стала загальнонімецькою. Лавреатів премії визначають члени ради цієї премії, до якої входять видатні діячі культури. Посмертно премія вручалася лише 1972 року.

## Лауреати
| Рік  | Лауреат                                                 | Промовець-лаудатор                  |
| ---- | ------------------------------------------------------- | ----------------------------------- |
| 1950 | Макс Тау                                                | Адольф Грімме                       |
| 1951 | Альберт Швейцер                                         | Теодор Гойс                         |
| 1952 | Романо Гвардіні                                         | Ернст Ройтер                        |
| 1953 | Мартин Бубер                                            | Альбрехт Гес                        |
| 1954 | Карл Якоб Буркхардт                                     | Теодор Гойс                         |
| 1955 | Герман Гессе                                            | Річард Бенц                         |
| 1956 | Райнхольд Шнайдер                                       | Вернер Бергенгрюн                   |
| 1957 | Торнтон Вайлдер                                         | Карл Якоб Буркгардт                 |
| 1958 | Карл Ясперс                                             | Ганна Арендт                        |
| 1959 | Теодор Гойс                                             | Бенно Райфенберг                    |
| 1960 | Віктор Голланц                                          | Гейнріх Любке                       |
| 1961 | Сарвепаллі Радхакришнан                                 | Ернст Бенц                          |
| 1962 | Пауль Тілліх                                            | Отто Дібеліус                       |
| 1963 | Карл Фрідріх фон Вайцзеккер                             | Георг Піхт                          |
| 1964 | Габрієль Марсель                                        | Карло Шмід                          |
| 1965 | Неллі Закс                                              | Вернер Вебер                        |
| 1966 | Августин Беа та Віллема Адольфа Віссера 'т Хофт (разом) | Пауль Мікат                         |
| 1967 | Ернст Блох                                              | Вернер Майгофер                     |
| 1968 | Леопольд Седар Сенгор                                   | Франсуа Бонді                       |
| 1969 | Александр Мічерліх                                      | Гайнц Когут                         |
| 1970 | Альва Мюрдаль та Гуннар Мюрдаль (разом)                 | Карл Кайзер                         |
| 1971 | Маріон Денгофф                                          | Альфред Гроссер                     |
| 1972 | Януш Корчак (посмертно)                                 | Гартмут фон Гентіг                  |
| 1973 | Римський клуб                                           | Нелло Челіо                         |
| 1974 | Брат Роже                                               | промовця не було                    |
| 1975 | Альфред Гроссер                                         | Пауль Франк                         |
| 1976 | Макс Фріш                                               | Гартмут фон Гентіг                  |
| 1977 | Лешек Колаковський                                      | Гезіне Шван                         |
| 1978 | Астрід Ліндгрен                                         | Ханс-Крістіан Кірш та Герольд Бекер |
| 1979 | Ієгуді Менухін                                          | П'єр Берто                          |
| 1980 | Ернесто Карденал                                        | Йоганн Баптист Мец                  |
| 1981 | Лев Копелев                                             | Маріон Денгофф                      |
| 1982 | Джордж Ф. Кеннан                                        | Карл Фрідріх фон Вайцзеккер         |
| 1983 | Манес Шпербер                                           | Зігфрід Ленц                        |
| 1984 | Октавіо Пас                                             | Ріхард фон Вайцзеккер               |
| 1985 | Тедді Коллек                                            | Манфред Роммель                     |
| 1986 | Владислав Бартошевський                                 | Ганс Маєр                           |
| 1987 | Ганс Йонас                                              | Роберт Шпеманн                      |
| 1988 | Зігфрід Ленц                                            | Йоганан Мероз                       |
| 1989 | Вацлав Гавел                                            | Андре Глюксман                      |
| 1990 | Карл Дедеціус                                           | Генріх Ольшовські                   |
| 1991 | Дьордь Конрад                                           | Хорхе Семпрун                       |
| 1992 | Оз Амос                                                 | Зігфрід Ленц                        |
| 1993 | Фрідріх Шорлеммер                                       | Ріхард фон Вайцзеккер               |
| 1994 | Хорхе Семпрун                                           | Вольф Лепеніс                       |
| 1995 | Аннемарі Шиммель                                        | Роман Герцог                        |
| 1996 | Маріо Варгас Льйоса                                     | Хорхе Семпрун                       |
| 1997 | Яшар Кемаль                                             | Гюнтер Грасс                        |
| 1998 | Мартін Вальзер                                          | Франк Ширрмахер                     |
| 1999 | Фріц Штерн                                              | Броніслав Геремек                   |
| 2000 | Ассія Джебар                                            | Барбара Фрішмут                     |
| 2001 | Юрген Габермас                                          | Ян Філіп Реемтсма                   |
| 2002 | Чінуа Ачебе                                             | Теодор Бергем                       |
| 2003 | Сьюзен Зонтаг                                           | Іван Нагель                         |
| 2004 | Петер Естерхазі                                         | Майкл Науман                        |
| 2005 | Орхан Памук                                             | Йоахім Сарторіус                    |
| 2006 | Вольф Лепеніс                                           | Андрей Плешу                        |
| 2007 | Саул Фрідлендер                                         | Вольфганг Фрювальд                  |
| 2008 | Ансельм Кіфер                                           | Вернер Шпіс                         |
| 2009 | Клаудіо Магрис                                          | Карл Шлегель                        |
| 2010 | Давид Гроссман                                          | Йоахім Гаук                         |
| 2011 | Буалем Сансаль                                          | Петер фон Матт                      |
| 2012 | Ляо Іу                                                  | Фелісітас фон Ловенберг             |
| 2013 | Світлана Алексієвич                                     | Карл Шлегель                        |
| 2014 | Джарон Ланьє                                            | Мартін Шульц                        |
| 2015 | Навід Кермані                                           | Норберт Міллер                      |
| 2016 | Каролін Емке                                            | Сейла Бенхабіб                      |
| 2017 | Маргарет Етвуд                                          | Єва Менассе                         |
| 2018 | Алеїда Ассманн і Ян Ассманн                             | Ганс Ульріх Гумбрехт                |
| 2019 | Себастьян Сальгаду                                      |                                     |
| 2020 | Амартія Сен                                             | Бурґгарт Клауснер                   |
| 2021 | Ціці Дангарембга                                        | Аума Обама                          |
| 2022 | Сергій Жадан                                            |                                     |
| 2023 | Салман Рушді                                            | Даніель Кельман                     |